# Лабош, Фёдор
Фёдор Лабош (русин. Федор Лабош; 24 января 1902, с. Дюрдьов, Воеводина Австро-Венгрия) (ныне Сербия) — 5 ноября 1977, Загреб, СФРЮ) — русинский экономист, историк, публицист, общественный деятель в Югославии.

## Биография
Окончил Загребскую высшую экономико-коммерческую школу. В 1926—1927 годах посещал курс лекций в Практической школе высших исследований в Париже.
В 1928 году стал доктором экономики в Высшей экономико-коммерческой школе. В 1928—1940 годах работал в Объединении мукомольной промышленности в Белграде, в 1940—1945 гг. — в управлении цен и в Центре экономического развития (1945—1968) Загреба. Одновременно занимался историографией и научно-исследовательской работой.
Владел французским, немецким, венгерским, латинским языками, что дало ему возможность рабоатть с архивными и печатными материалами по истории переселения русинов из Закарпатья (бывшие северо-восточные комитаты Габсбургской империи) в Бачку и Срем (ныне Сербия и Хорватия).
Результатом его исследований стала монография «История Русинох Бачкей, Сриму и Славониї 1745—1918» (Вуковар, 1979). Публикувал статьи по истории и воеводинских русинах в ежегоднике «Руски календар» (Руски Керестур, 1929, 1931, 1940), журнале «Нова думка» (Вуковар, 1973, 1975). В межвовенный период переписывался с богословом, философом и писателем Г. Костельником.
Был активным членом Культурно-просветительского общества русинов-украинцев Загреба (с 1973).